# Бенядиківці
Бенядиківці (словац. Beňadikovce) — село в Словаччині, Свидницькому окрузі Пряшівського краю. Розташоване в північно-східній частині Словаччини в Низьких Бескидах в долині річки Радомка.
Розташоване у межах української етнічної території Пряшівщини.

## Назва
Зафіксовані назви:
- 1414 року — Benadukwagasa;
- 1920 року — Benedikovce;
- з 1948 року — Beňadikovce.

## Історія
Уперше згадується у 1414 році як частина Маковицького панства.
У 1427 році згідно з податковим реєстром у селі налічувався 31 двір.
В кінці 15 століття село було знищене через набіг польського війська. Унаслідок цього станом на 1492 рік у селі мешкала всього 1 сім'я, було 2 будинки та церква. У пізніших часах село було наново заселене.
Станом на 1600 рік в селі було 27 будинків та парафіяльна церква.
До 1710 року в період куруцтва населення зменшилось.
Станом на 1828 рік у Бенядиківцях налічувалося 68 будинків, у яких мешкало 502 жителі. Місцеве населення загалом займалося землеробством, зокрема тваринництвом.
У міжвоєнний період місцеві мешканці були зайняті здебільшого у лісівництві, кошикарстві та займалися  фурманкою.
У 1954 році в селі була проведена автобусна лінія, а 1957 року село електрифіковано.
1959 року в селі заснована ЄСГА.

## Населення
| Рік:            | 1993 | 2003    | 2013    | 2023     |
| --------------- | ---- | ------- | ------- | -------- |
| Кількість осіб: | 259  | 239     | 224     | 181      |
| Різниця:        |      | -7,72 % | -6,27 % | -19,19 % |

| Рік:            | 2022 | 2023    |
| --------------- | ---- | ------- |
| Кількість осіб: | 189  | 181     |
| Різниця:        |      | -4,23 % |

В селі проживає 219 осіб.
Національний склад населення (за даними останнього перепису населення — 2001 року):
- словаки — 87,39%
- русини — 12,61%

Склад населення за приналежністю до релігії станом на 2001 рік:
- греко-католики — 88,26%,
- римо-католики — 8,70%,
- православні — 0,43%,
- не вважають себе віруючими або не належать до жодної вищезгаданої церкви- 0,87%

## Культура
У 1968 році в селі збудовано будинок культури.

## Освіта
У 1906 році в селі на місці старої дерев'яної споруджено нову кам'яну школу.

## Пам'ятки
У селі є греко-католицька церква Покрови Пресвятої Богородиці з 1700 року в стилі бароко. Перебудована у 1800-1817 роках, у кінці 19 століття в стилі класицизму та у 1966 році. З 1988 року національна культурна пам'ятка. 